# Mamej
Mamej (Mammea) je rod rostlin z čeledi kalabovité. Jsou to stromy s tuhými jednoduchými listy a květy vyrůstajícími často na starších větvích. Květy obsahují mnoho tyčinek a mohou mít různý počet korunních lístků. Plodem je velká bobule připomínající peckovici. Rod zahrnuje asi 80 druhů a je rozšířen v tropech všech kontinentů, nejvíce v Asii. Největší význam má mamej americká, druh pocházející z Karibiku a pěstovaný v tropech pro ovoce připomínající plody pouterie sapoty.

## Popis
Mameje jsou stromy s tuhými, jednoduchými, vstřícnými a celokrajnými listy bez palistů. Žilnatina je zpeřená, s hustými, paralelními postranními žilkami téměř kolmými na hlavní žilku. Terciární žilnatina je tvořená rovnoměrně uspořádanými síťkovitými žilkami, ve dvůrcích (areolách) jsou průsvitné žlázky. Rostliny jsou obvykle polygamní. Květy jsou jednopohlavné nebo oboupohlavné, jednotlivé nebo ve svazečcích a vyrůstají na starších větévkách. Kalich je v poupěti celistvý a při rozvoji květu se štěpí na 2 nebo 3 kališní lístky. Korunních lístků je nejčastěji 4 až 6. Tyčinek je mnoho, s tenkými nitkami. Semeník většinou obsahuje 2 komůrky, v každé z nich je po 2 vajíčkách, řidčeji je komůrek více a pouze s 1 vajíčkem. Čnělka je velmi krátká a nese laločnatou bliznu. Plodem je poměrně velká bobule připomínající peckovici a obsahující 1 až 4 velká semena.

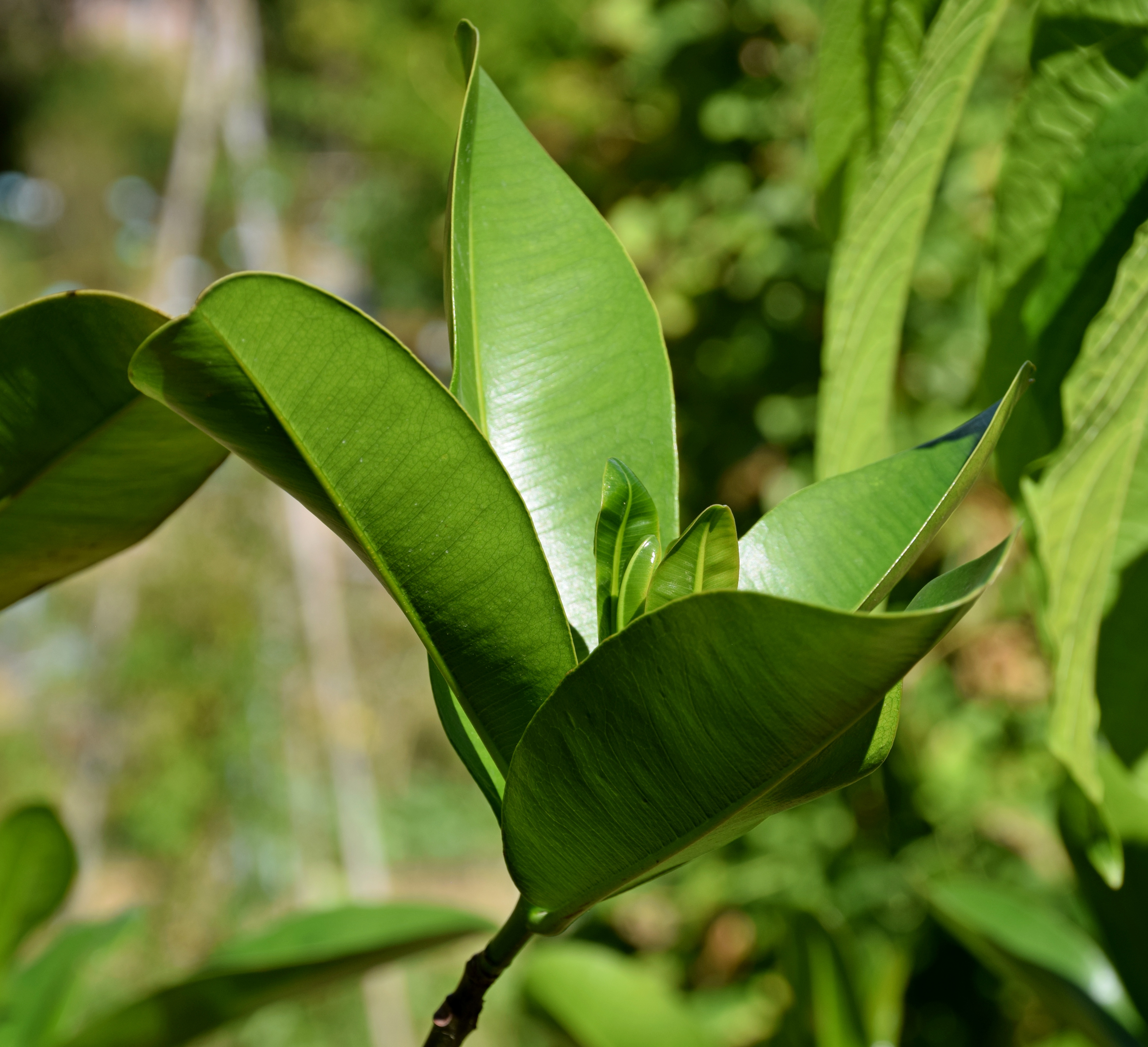
Větévka mameje americké
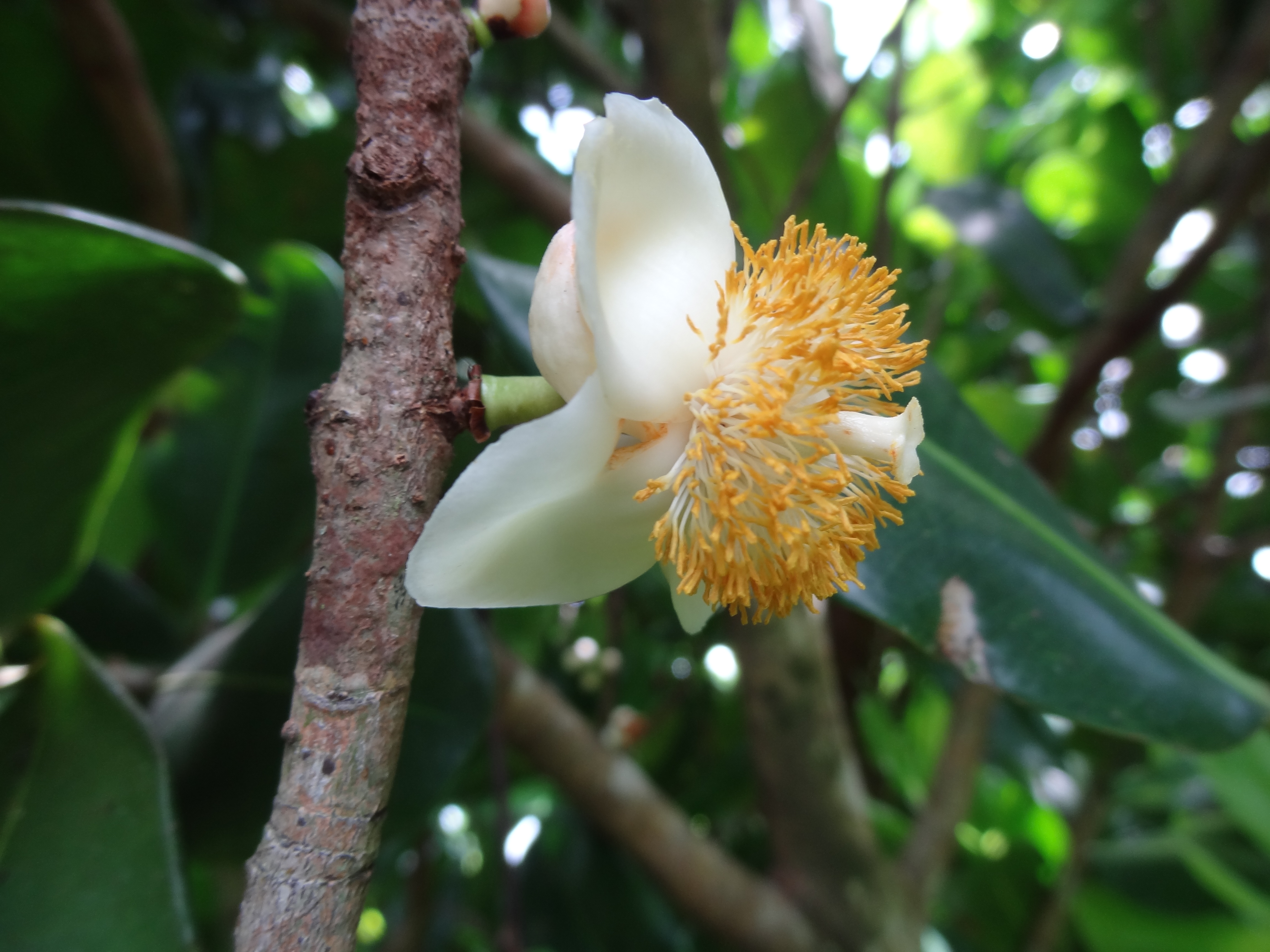
Květ mameje americké
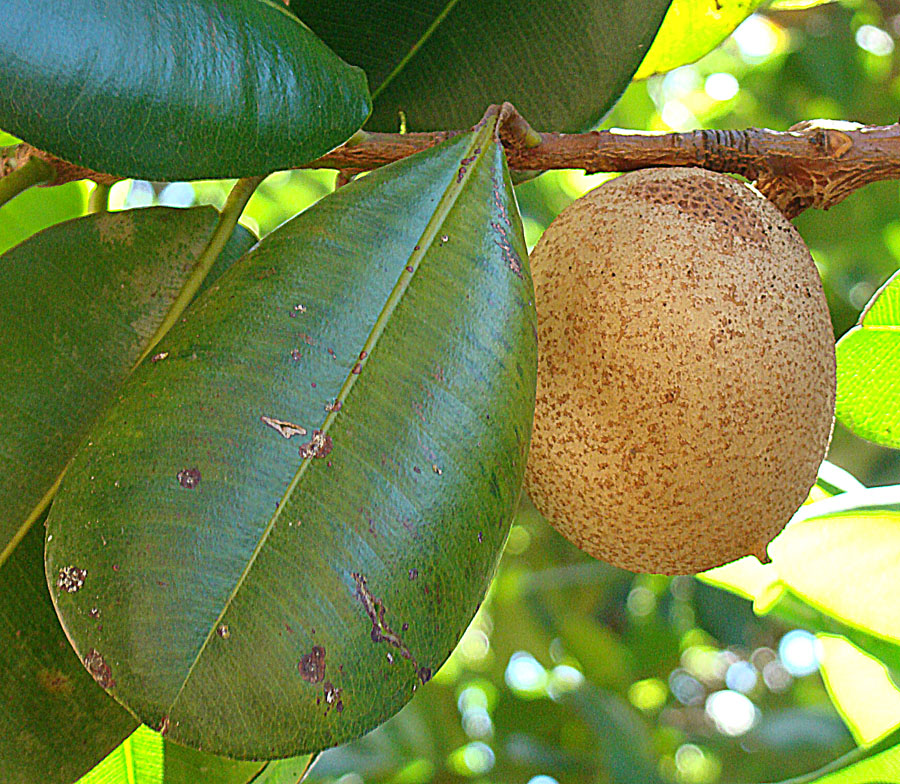
Plod mameje americké

## Rozšíření
Rod mamej zahrnuje asi 80 druhů. Je rozšířen zejména v tropické Asii a na Madagaskaru, v menší míře i v subsaharské Africe (3 druhy), Střední Americe včetně Karibských ostrovů (2 druhy), Austrálii (1 druh) a Tichomoří (3 druhy).

## Taxonomie
Rod Mammea je v současné taxonomii řazen do čeledi Calophyllaceae (kalabovité), která byla v systému APG III z roku 2009 vyčleněna z čeledi Clusiaceae (klusiovité). Někdy je do tohoto rodu vřazován rod Ochrocarpos.

## Zástupci
- mamej americká (Mammea americana)

## Význam
Mamej americká je v tropech pěstována pro ovoce s chutnou a sladce vonnou dužninou. Plody vzhledově poněkud připomínají plody pouterie sapoty, chuť dužniny je přirovnávána k chuti manga či meruněk. Plody mohou být až 20 cm velké. Semena a oplodí jsou hořké a jedovaté a je nutno je při konzumaci pečlivě odstranit. V Karibiku se z plodů mj. připravuje likér. Strom pochází pravděpodobně z oblasti Karibiku, do Jižní Ameriky se však dostal již dávno a je pěstován napříč Amazonií. Vysazuje se též ke zpevnění půdy, jako stínící dřevina a do větrolamů. Je těžen pro pevné a dobře opracovatelné dřevo načervenalé až červenohnědé barvy. Rostlina má insekticidní účinky, odvar ze semen a latexová šťáva z kmene se používají k hubení vší, písečných blech a podobně. Z rostliny byla izolována kumarinová látka mammein s protirakovinným účinkem, některé další kumariny působí proti Trypanosoma cruzi, původci Chagasovy choroby. Místně významnou ovocnou dřevinou je také Mammea africana v rovníkové Africe. Dřevo tohoto druhu je tmavě hnědočervené a vyzrává až do mahagonové barvy.

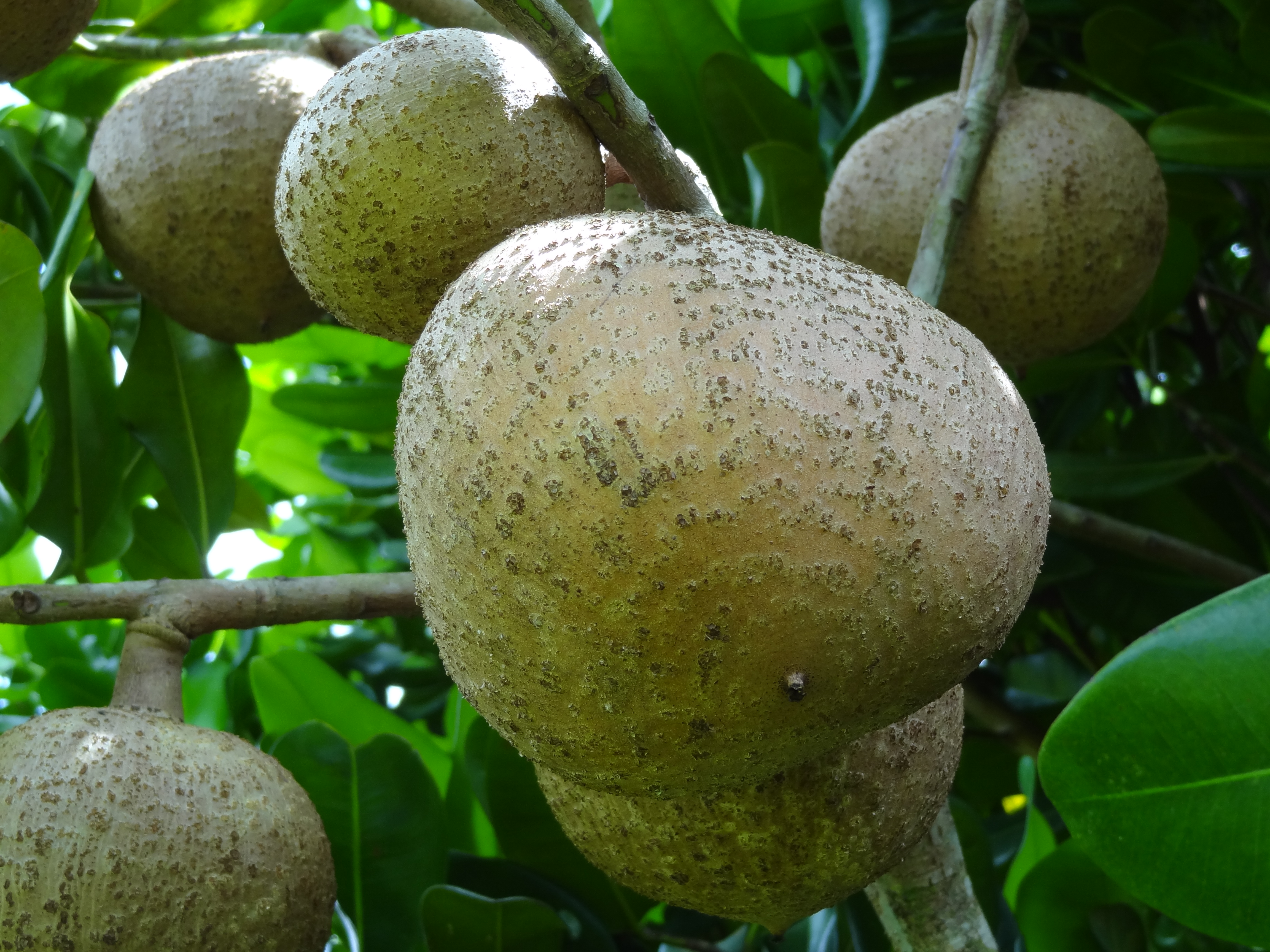
Plody mameje americké (Mammea americana)
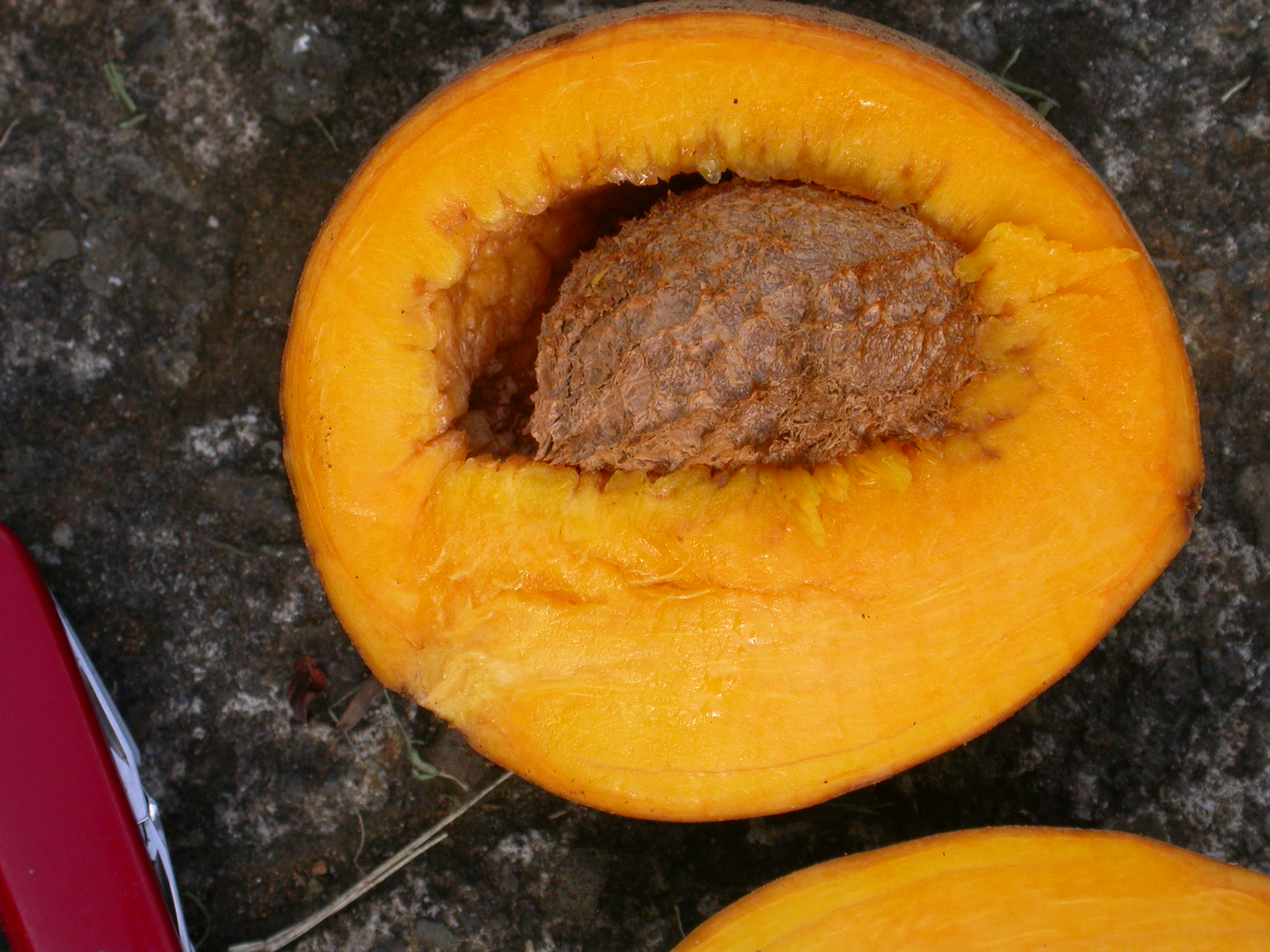
Rozpůlený plod mameje americké